# DSB MZ sorozat
A DSB MZ sorozat egy dán Co'Co' tengelyelrendezésű dízelmozdony-sorozat. A DSB üzemelteti. Összesen 61 db-ot készített belőle a Nydqist & Holm AB. Volt olyan terv, hogy a MÁV ilyen típust vásárol, és látványterv is készült az M64 001 pályaszámú mozdonyról. A gép a Nohabjaink "Csíkos" festését viselte volna. Végül a MÁV-hoz nem érkezett a típusból

## Változatok
- MZ I : 1967 és 1968 között összesen 10 db készült belőle. Teljesítménye: 2463 kW
- MZ II : 1970-ben összesen 16 db készült belőle. Teljesítménye: 2463 kW
- MZ III : 1972 és 1974 között összesen 20 db készült belőle. Teljesítménye: 2910 kW
- MZ IV: 1977 és 1978 között összesen 15 db készült belőle. Teljesítménye: 2910 kW

## Lásd még
- RENFE 333 sorozat